# Mexistenasellus magniezi
Mexistenasellus magniezi är en kräftdjursart som beskrevs av Roberto Argano1973. Mexistenasellus magniezi ingår i släktet Mexistenasellus och familjen Stenasellidae. Inga underarter finns listade i Catalogue of Life.